# Embolanthera glabrescens
Embolanthera glabrescens là một loài thực vật có hoa trong họ Hamamelidaceae. Loài này được H.L.Li miêu tả khoa học đầu tiên năm 1943.